# Granite Falls (Minnesota)
Granite Falls es una ciudad ubicada en el condado de Yellow Medicine en el estado estadounidense de Minnesota. En el Censo de 2010 tenía una población de 2897 habitantes y una densidad poblacional de 293,27 personas por km².

## Geografía
Granite Falls se encuentra ubicada en las coordenadas 44°48′39″N 95°32′21″O / 44.81083, -95.53917. Según la Oficina del Censo de los Estados Unidos, Granite Falls tiene una superficie total de 9.88 km², de la cual 9.29 km² corresponden a tierra firme y (6%) 0.59 km² es agua.

## Demografía
Según el censo de 2010, había 2897 personas residiendo en Granite Falls. La densidad de población era de 293,27 hab./km². De los 2897 habitantes, Granite Falls estaba compuesto por el 89.85% blancos, el 0.55% eran afroamericanos, el 5.21% eran amerindios, el 0.45% eran asiáticos, el 0.03% eran isleños del Pacífico, el 1.76% eran de otras razas y el 2.14% pertenecían a dos o más razas. Del total de la población el 4.69% eran hispanos o latinos de cualquier raza.